# 데이빗 휴인

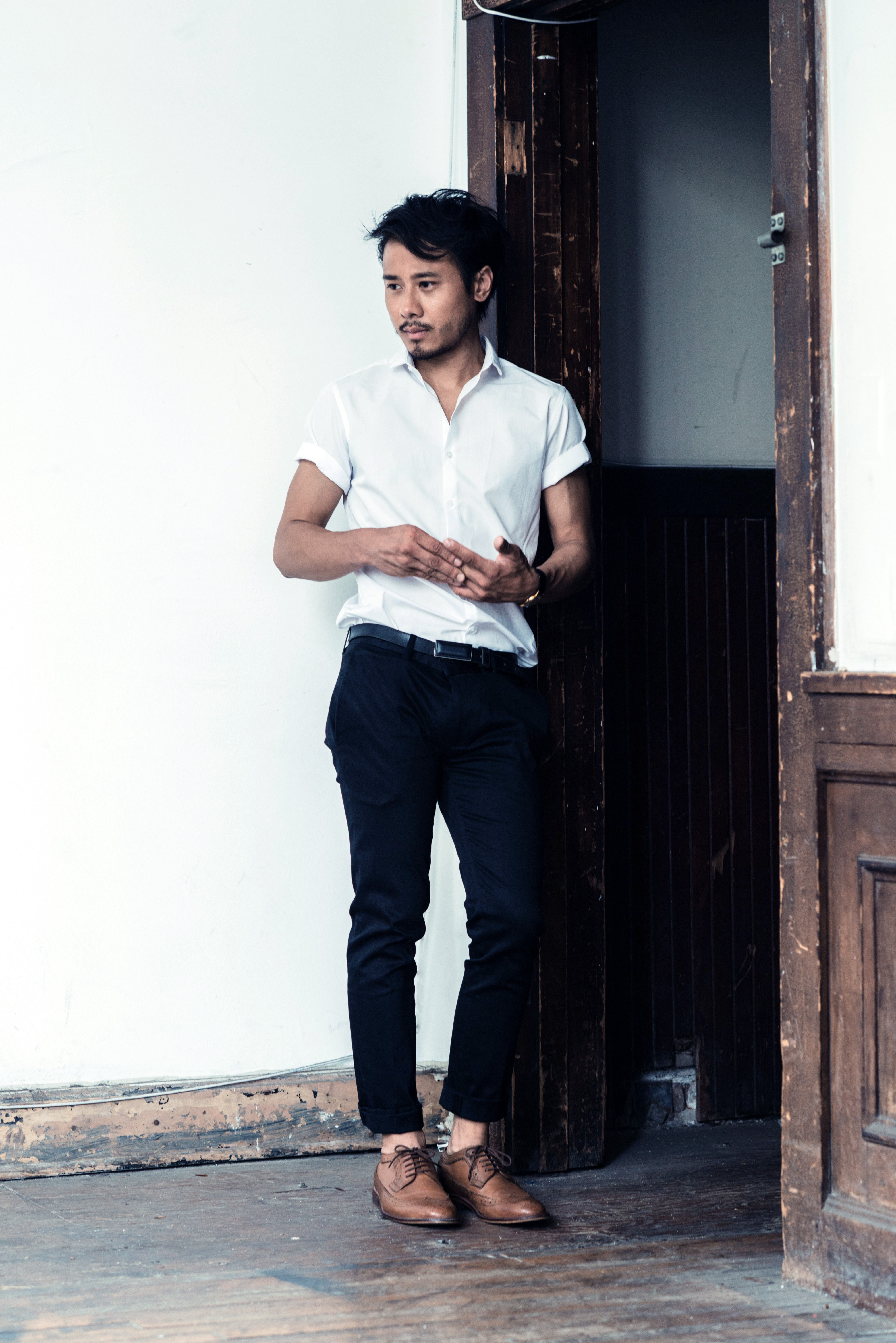

데이빗 휴인(David Huynh, 1983년 2월 5일 ~ )은 캐나다의 영화배우, 각본가, 영화 감독, 텔레비전 배우이다.
밴쿠버에서 태어났다.

## 영화
- 라이언 (2014년)
- 뱅 뱅 (2011년)
- 사이공, CA (2010년)
- 올 어바웃 대드 (2009년)
- 주류판매점 캑터스 (2009년)
- 인베이젼 (2005년)